# Пыловка
Пы́ловка — посёлок в Слюдянском районе Иркутской области. Входит в Маритуйское муниципальное образование.

## География
Расположен у южного подножия Олхинского плато на юго-западном побережье Байкала на 94 километре Кругобайкальской железной дороги.

## История
Был основан в 1902 году как посёлок строителей Кругобайкальской железной дороги.

## Население
| 2002 | 2010 | 2011 | 2012 |
| ---- | ---- | ---- | ---- |
| 0    | ↗2   | →2   | ↗3   |